# Omiodes camphorae
Omiodes camphorae is een vlinder uit de familie van de grasmotten (Crambidae), uit de onderfamilie van de Spilomelinae. De wetenschappelijke naam van deze soort is voor het eerst voorgesteld als Lamprosema camphorae door Willie Horace Thomas Tams in een publicatie uit 1928.
De soort komt voor in Maleisië.